# Taverham
Taverham – wieś w Anglii, w hrabstwie Norfolk, w dystrykcie Broadland. Leży 9 km na północny zachód od Norwich i 159 km na północny wschód od Londynu. W 2001 miejscowość liczyła 10 233 mieszkańców.